# Uniwersytet w Oldenburgu

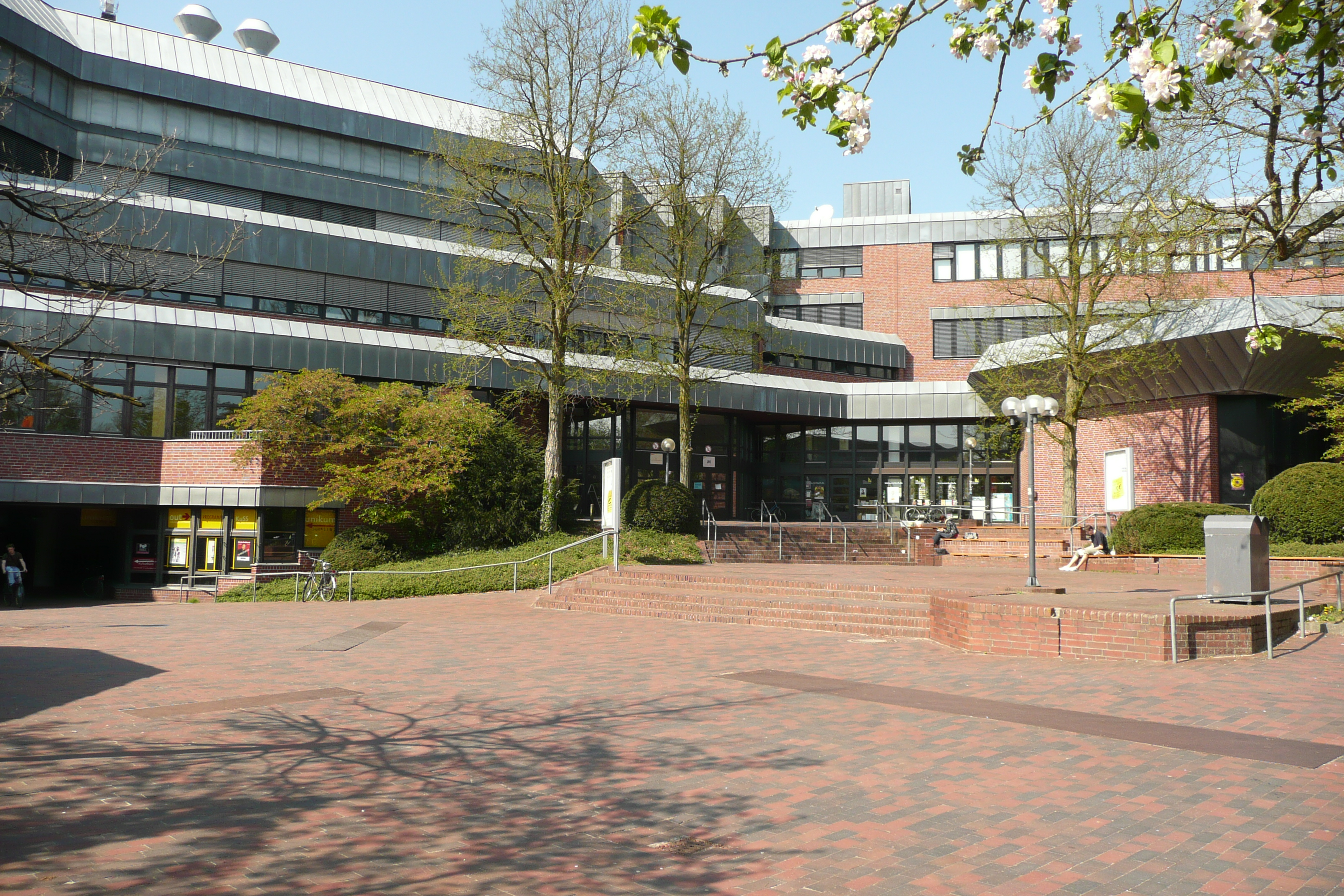
Uhlhornsweg campus

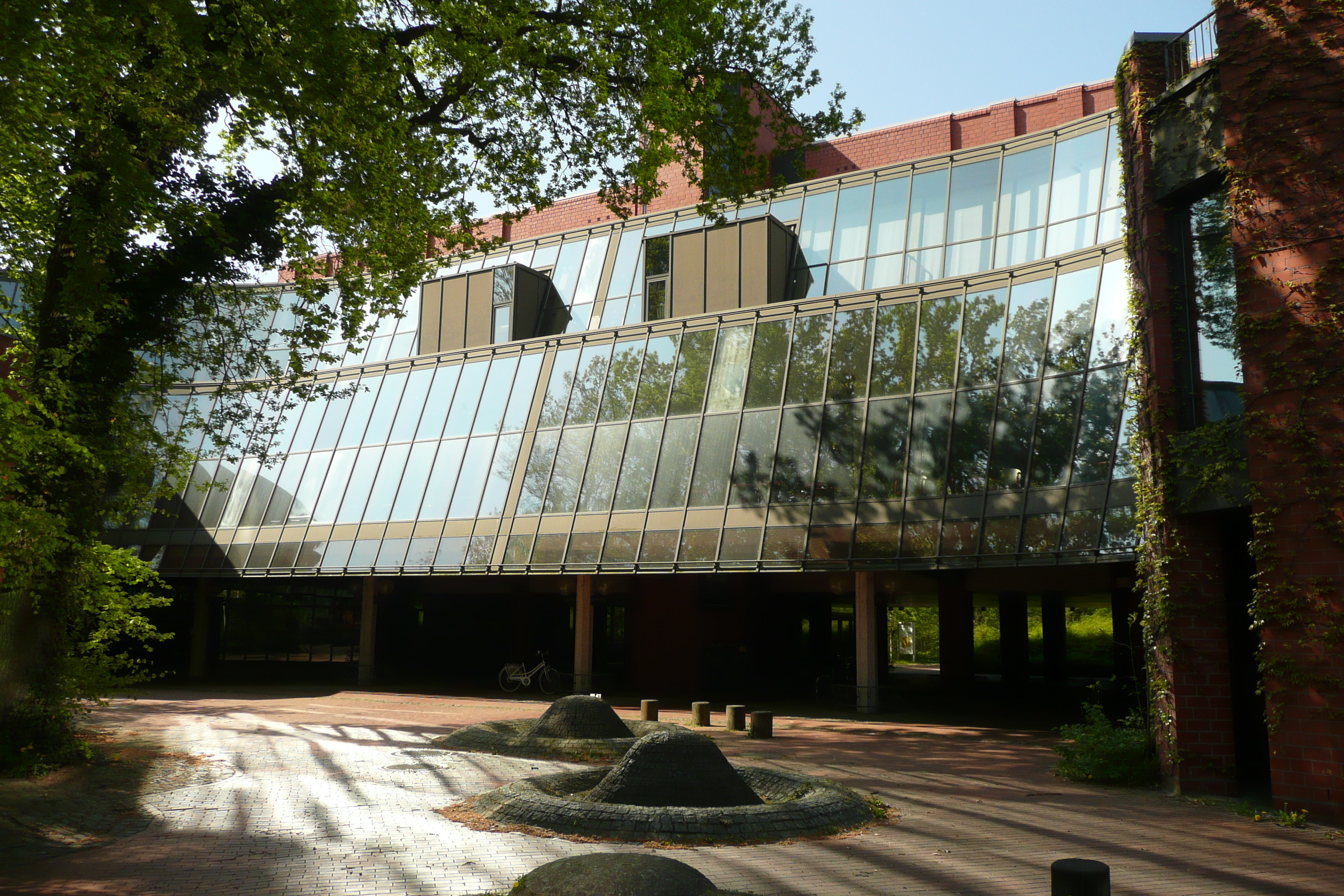
Wechloy campus

Carl von Ossietzky Universität Oldenburg – uniwersytet w Oldenburgu, utworzony w 1973 r. Posiada ogród botaniczny Botanischer Garten Oldenburg. Patronem uczelni jest Carl von Ossietzky.